# Coccophagus tarongaensis
Coccophagus tarongaensis är en stekelart som beskrevs av Compere 1931. Coccophagus tarongaensis ingår i släktet Coccophagus och familjen växtlussteklar. Inga underarter finns listade i Catalogue of Life.